# Pythonichthys
Pythonichthys is een geslacht van straalvinnige vissen uit de familie van modderalen (Heterenchelyidae).

## Soorten
- Pythonichthys asodes Rosenblatt & Rubinoff, 1972
- Pythonichthys macrurus (Regan, 1912)
- Pythonichthys microphthalmus (Regan, 1912)
- Pythonichthys sanguineus Poey, 1868